# Marek Torčík
Marek Torčík (* 27. dubna 1993 Přerov) je český básník, romanopisec a publicista.
Maturoval na gymnáziu Jana Blahoslava v Přerově. Vystudoval anglofonní literatury a kultury na Filozofické fakultě Univerzity Karlovy.
Začínal jako básník, v roce 2016 vydal básnický debut Rhizomy. V roce 2023 vydal svůj románový debut Rozložíš paměť. Kniha o komplikovaném dospívání homosexuála v malém konzervativním městě získala v roce 2024 cenu Magnesia Litera za prózu. Za tento román poté dostal i Cenu Jiřího Ortena.
Hlásí se k tomu, že je gay.